# De Pionier (molen)
De Pionier is een korenmolen aan de Coevorderweg te Slagharen, gemeente Hardenberg. Eigenaar is Attractiepark Slagharen. Het is de enige overgebleven windmolen in en rond Slagharen.
De achtkantige met riet gedekte stellingmolen op stenen onderbouw is gebouwd in 1859 voor het malen van graan. Behalve over land was het mogelijk om maalgoed vanaf de, inmiddels gedempte, Dedemsvaart via een zijkanaal de molen in te varen. Onder in de molen is naast de baanderdeuren nog de dichtgemetselde "invaart" te zien. Het zijkanaaltje noemde men de Meulewiekie. Omdat de weilanden rond de molen vaak erg drassig waren, kon met een kleine vijzel water worden weggemalen naar dit zijkanaaltje. 
De molen was in de jaren zeventig sterk vervallen. De eigenaar van Ponypark Slagharen, Henk Bemboom, liet hem echter geheel restaureren. De laatste beroepsmolenaar was Jan Wildeboer, hij liet ook toen de restauratie in 1975 voltooid was de molen nog regelmatig draaien. Zijn broer Piet had een bakkerij naast De Pionier. In de loop der jaren draaide de molen steeds minder vaak. Doordat van geregeld onderhoud nauwelijks sprake was raakte hij weer in minder goede staat. In 2006 moesten roeden en kap worden verwijderd zodat ze konden worden hersteld door molenmaker Wintels uit Denekamp. Gedraaid werd er daarna echter nauwelijks waardoor de molen er al snel weer verwaarloosd bijstond.
In 2015 kwam er een nieuwe vrijwillige molenaar en werd er enig noodzakelijk onderhoud verricht. Sindsdien maalt de molen regelmatig voor veevoer.

## Gegevens
De molen heeft een vlucht (wieklengte) van 21 meter, een Engels kruiwerk met kruirad en een Vlaamse vang met een haak en een teruglooppal. De stelling bevindt zich op een hoogte van 6,35 meter.
De inrichting bestaat uit twee koppel 17der blauwe stenen op de steenzolder (waarvan één met regelateur); één koppel 15der kunststenen op de begane grond met motor (dit laatste is allemaal nog aanwezig in het naastgelegen motorhok); en een sleepluiwerk (luitafel op spoorwiel). Voorheen zat er ook een buil (zeefmachine) onder het oostelijk maalkoppel.
Techniek:
- Bovenwiel (conisch uitgevoerd): 76 kammen.
- Bovenbonkelaar (conisch uitgevoerd): 36 kammen. Steek 9,5 cm.
- Spoorwiel: 98 kammen.
- Steenschijflopen: 33 staven. Steek 9,0 cm.
- Overbrengingsverhouding = 1 : 6,27

## In de media
De molen heeft in 1988 gefigureerd in de jeugdserie 'Spanning in Slagharen' die door de AVRO is uitgezonden.